# Гурвич, Марк Аркадьевич
Марк Арка́дьевич Гу́рвич (2 февраля 1896 — 1 января 1978) — советский правовед, доктор юридических наук, профессор, известный своими работами по гражданскому процессуальному праву («Право на иск», «Учение об иске» «Судебное решение: теоретические проблемы»). Заведующий кафедрой гражданского процесса ВЮЗИ с 1955 по 1971 год.

## Биография
В 1919 г. М. А. Гурвич окончил Московский университет (ныне МГУ). Работал в Чрезвычайной Комиссии по снабжению Красной Армии, ВСНХ, Главхлопкоме, Мосторге, Наркомхозе РСФСР). На профессиональную научно-педагогическую работу М. А. Гурвич перешёл в 1940 г.
С 1943 г. М. А. Гурвич преподает в ВЮЗИ. В 1948 г. защищает докторскую диссертацию по теме «Право на иск» (опубликованная в виде отдельной монографии). Эта работа явилась одним из самых значимых исследованием по теме института иска в гражданском процессе. Марк Аркадьевич Гурвич является автором нескольких учебников по гражданскому процессу, пользующихся авторитетом и после распада СССР.
М. А. Гурвич вёл активную преподавательскую деятельность. Среди его учеников многие стали известными учеными в области гражданского и арбитражного процесса: Т. Е. Абова, М. С. Шакарян, А. Т. Боннер, П. Я. Трубников и др.
Являлся руководителем Комиссии по подготовке Основ гражданского судопроизводства Союза ССР и союзных республик, а также Комиссии по координации работы над ГПК союзных республик. С 1965 г. он является членом Научно-консультативного совета Верховного Суда СССР.
Его работы опубликованы в юридических журналах Болгарии, Польши, Румынии, Венгрии, Италии. В 1971 г. переведен на испанский язык и опубликован в Мексике учебник «Советское гражданское процессуальное право», подготовленный при участии и под ответственной редакцией М. А. Гурвича (М., «Высшая школа», 1964). На V Международном конгрессе по гражданскому процессу в Мехико проф. М. А. Гурвича избрали членом Международного института гражданского процессуального права.

## Публикации

### Монографии, учебники, учебные пособия
- Гурвич М. А. Учение об иске (состав, виды). — М.: ВЮЗИ, 1981.
- Гурвич М. А. Лекции по советскому гражданскому процессу / под ред. В. Н. Бельдюгина. — М., 1955. — 199 с.
- Гурвич М. А. Право на иск / ред. Клейман А. Ф.. — М.: Изд-во Академии наук СССР, 1949. — 215 с.
- Гурвич М. А. Советский гражданский процесс. — 2. — М.: Высшая школа, 1975. — 399 с.
- Гурвич М. А. Судебное решение: теоретические проблемы. — М.: Юрид. лит-ра, 1976. — 173 с.
- Гурвич М. А. Советское гражданское процессуальное право: учебное пособие. — ВЮЗИ, 1960. — 126 с.
- Гурвич М. А. Земельное право. — 1940. — 256 с.
- Гурвич М. А. Пресекательные сроки в советском гражданском праве. — 1961. — 80 с.
- Гурвич М. А. Избранные труды: (В двух томах) / ред. Абова Т. Е.. — Краснодар: Совет Кубань, 2006. — Т. 1. — 672 с. — (Классика русской процессуальной науки). — ISBN 5722107026.
- Гурвич М. А. Избранные труды: (В двух томах) / ред. Абова Т. Е.. — Краснодар: Совет Кубань, 2006. — Т. 2. — 544 с. — (Классика русской процессуальной науки). — ISBN 5722107107.
- Гурвич М. А. Решение советского суда в исковом производстве. — М.: ВЮЗИ, 1955. — 128 с.

### Статьи
- В. К. Пучинский. Подготовка гражданских дел к судебному разбирательству. М., Госюриздат, 1962, 89 стр.: (Рецензия) // Правоведение. — 1964. — № 3. — С. 133—136.
- К вопросу о предмете науки советского гражданского процесса // Ученые записки / Всесоюзный институт юридических наук Министерства юстиции СССР. — М.: Госюриздат, 1955. — Выпуск 4. — С. 28—59.
- О некоторых условиях эффективности гражданского процесса: В плане сравнительного правоведения // Правоведение. — 1971. — № 4. — С. 81—86.
- Окончание гражданского дела без вынесения судебного решения в суде первой инстанции // Советское государство и право. — М., 1948. — № 1 (январь). — С. 44—57.
- Право на предъявление иска в теории и судебной практике последних лет // Правоведение. — 1961. — № 2. — С. 132—138.
- Абова Т. Е., Гурвич М. А. Предложения по усовершенствованию гражданско-процессуального законодательства в работах советских процессуалистов, 1956—1957 гг. // Правоведение. — 1958. — № 2. — С. 125—132.
- Принцип объективной истины советского гражданского процессуального права // Советское государство и право. — 1964. — № 9. — С. 98—107.
- Принципы советского гражданского процессуального права // Всесоюзный юридический заочный институт. Труды. Т. 3, Вопросы гражданского процессуального, гражданского и трудового права. — М., 1965. — С. 3—61
- Об экономии процессуальных средств в советском гражданском судопроизводстве. // Развитие прав граждан СССР и усиление их охраны на современном этапе коммунистического строительства. — Саратов, 1962. — С. 184—189
- Теория «конкретного права на иск» // Методические материалы / Всесоюзный юридический заочный институт. — М., 1948. — [Выпуск] 2. — С. 79—89.
- Э. Венгерек, Исполнительное производство в гражданских делах, Варшава, 1961, Государственное научное издательство, 300 с.: (Рецензия) // Советское государство и право. — 1962. — № 7. — С. 144—146.